# Francesco Furini

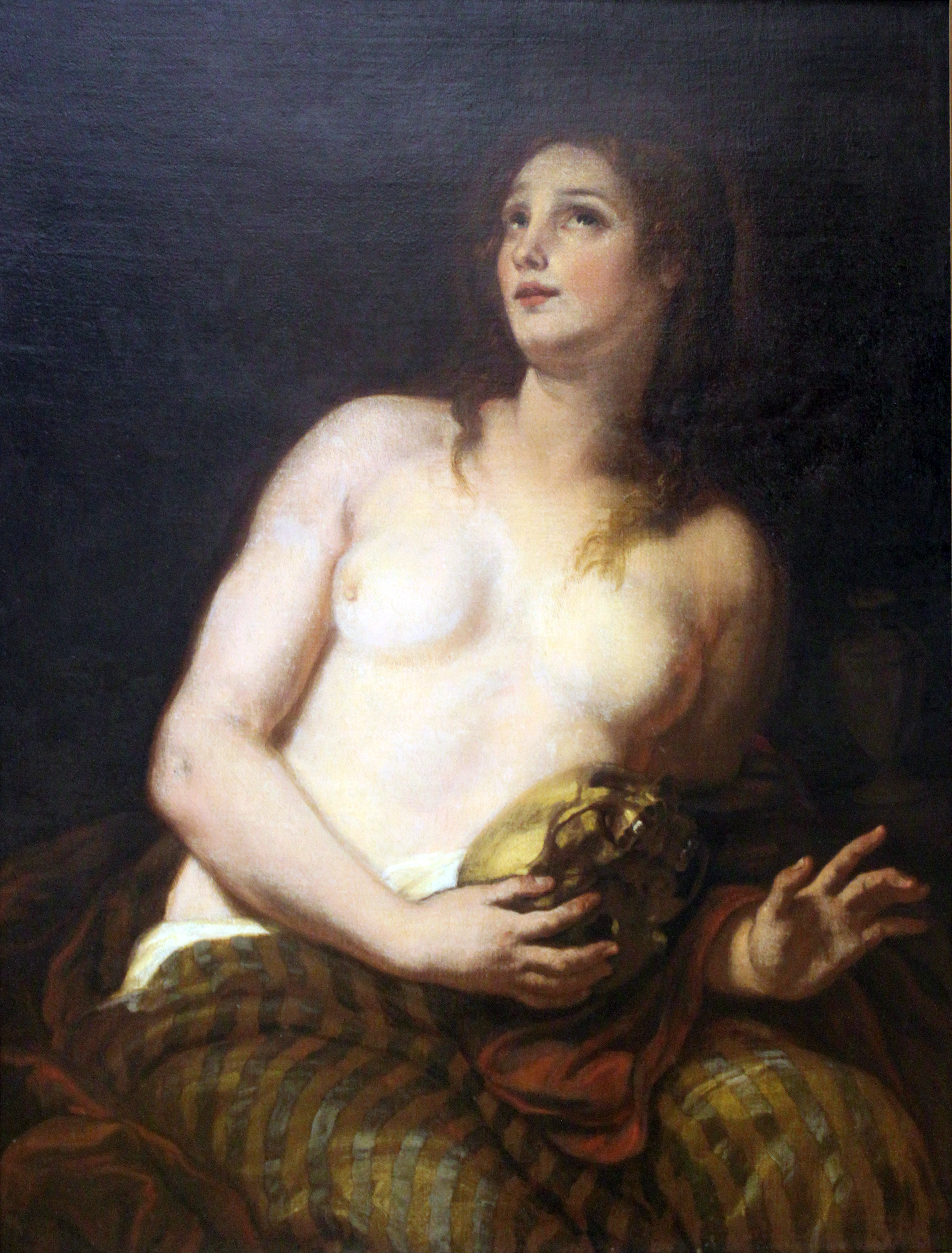
Skruszona Maria Magdalena, 1641 (Jakaterynburskie Muzeum Sztuki)

Francesco Furini (ur. 1603 we Florencji, zm. 19 sierpnia 1646 we Florencji) – włoski malarz.

## Życiorys
Francesco Furini pochodził z Florencji, urodził się w 1603 roku w biednej rodzinie. Podstaw rysunku uczył się od ojca, a w 1619 roku wyjechał do Rzymu na dalsze studia. W Rzymie znalazł się pod wpływem sztuki Caravaggio. Po powrocie do rodzinnego miasta został popularnym i szanowanym malarzem. W 1633 roku podjął decyzję o zostaniu księdzem, objął wiejski kościół Sant Ansano w Mugello. Powodem była silna krytyka jego sztuki jako ukazującej zbyt wiele kobiecej nagości. Pomimo zmiany zawodu, w latach 1639–1642 zaprojektował i zrealizował dwa freski dla księcia toskańskiego Ferdynanda II Medyceusza. Freski przedstawiały Akademię Platońską i alegorię śmierci Wawrzyńca Wspaniałego. Freski ozdobiły Pałac Pitti. Zmarł we Florencji 19 sierpnia 1646 roku.